# Рози, Франческо
Франче́ско Ро́зи (итал. Francesco Rosi; 15 ноября 1922 — 10 января 2015) — итальянский кинорежиссёр, классик итальянского киноискусства второй половины XX века, один из самых награждённых кинорежиссёров страны последнего полувека — в его творческом активе находились призы Каннского, Венецианского и Берлинского кинофестивалей, премии Британской и Итальянской киноакадемий. Самые прославленные киноработы Рози — остросоциальные притчи «Сиятельные трупы» (1976), «Христос остановился в Эболи» (1979) и «Три брата» (1981).

## Биография
Родился и вырос в Неаполе. В 1943 году был арестован вместе с сокурсниками университета за выступления против нацистов. После того, как ему удалось бежать, Рози скрывался в Тоскане, установив связь с движением Сопротивления. С 1944 года работал на радио.
Вскоре Лукино Висконти пригласил его ассистентом режиссёра для съёмок фильма «Земля дрожит» (1948). В дальнейшем Рози работал ассистентом Антониони («Побеждённые»), Висконти («Чувство»), Моничелли и Эммера.
Дебютировал как режиссёр экранизацией пьесы «Кин, или Гений и беспутство» Александра Дюма, впрочем, переработанной Сартром, с Витторио Гассманом в главной роли. В 1958 году он получил специальный приз жюри Венецианского кинофестиваля за фильм «Вызов» об истории неаполитанца Вито Поллара. С этой картины основной темой творчества режиссёра становится неаполитанская мафия. В фильме «Сальваторе Джулиано» (1961) сицилийские крестьяне вступают в противостояние с мафией. Фильм «Руки над городом» (1963), в котором снялся Род Стайгер, рассказывает о деятельности строительного синдиката. «Жила-была...» (1967) — единственная картина, в которой Рози ушёл от реальности, чтобы снять киносказку с летающими ведьмами, добрыми волшебницами, чудесными клёцками, принцем и бедной крестьянской девушкой (София Лорен), которые полюбят друг друга, и свадебным пиром в финале.
Первая половина 70-х в творчестве Рози тесно связана с политическим кинематографом. Круг его тем довольно широк: первая мировая война в ленте «Люди против» (1970), коррупция в итальянской промышленности в картине «Дело Маттеи» (1972, Главный приз МКФ в Каннах), судьба знаменитого итальянского капомафия Лаки Лучано в фильме «Лаки Лучано» (1973), наконец, «Сиятельные трупы» (1976), где коррупция, уголовщина в верхних эшелонах власти становятся предметом глубокого социального анализа. Рози, как никто другой, дотошен в построении реалистичной картины происходящего, уделяя большое внимание точности фактов и внутреннему психологизму героев. Он никогда не поступается реализмом, в котором не находится места иллюзиям.

«Когда-нибудь мы будем изучать историю Италии по фильмам Рози».— Тонино Гуэрра
Спад политической борьбы во второй половине 1970-х годов повлиял и на творчество Рози. Тематика его картин становится шире, фильмы становятся более поэтическими, обретая универсалистский гуманизм: «Христос остановился в Эболи» (1979, Главный приз МКФ в Москве), экранизация романа Карло Леви, — живописное полотно о судьбе писателя-антифашиста, сосланного в богом забытый город посреди Апеннин; «Три брата» (1981) по мотивам повести Андрея Платонова «Третий сын»; наконец, «Кармен», опера, в которой тема любви и предательства звучит в новом для Рози музыкальном жанре.
С начала 90-х годов Рози практически полностью погружается в театральную режиссуру, сняв всего несколько фильмов — «Неаполитанский дневник» и «Перемирие».
Творческий путь Франческо Рози отмечен многократным сотрудничеством с выдающимся итальянским кинооператором Паскуалино де Сантисом («Смерть в Венеции») — 14 совместных фильмов, а также с одним из лучших кинодраматургов мира Тонино Гуэрра — 11 фильмов.
92-летний Рози скончался в Риме 10 января 2015 года, спустя три года после получения им почётного «Золотого льва» Венецианского кинофестиваля за жизненный вклад в мировое киноискусство.

## Фильмография
1. 1956 — Кин — гений и беспутство / Kean - Genio e sregolatezza
2. 1958 — Вызов / La Sfida
3. 1959 — Вязальщицы / I Magliari
4. 1962 — Сальваторе Джулиано / Salvatore Giuliano
5. 1963 — Руки над городом / Le Mani sulla cittá
6. 1965 — Момент истины / Il Momento della verità
7. 1967 — Жила-была... / C’era una volta…
8. 1970 — Люди против / Uomini contro
9. 1972 — Дело Маттеи / Il Caso Mattei
10. 1973 — Лаки Лучано / Lucky Luciano
11. 1976 — Сиятельные трупы / Cadaveri eccelenti
12. 1979 — Христос остановился в Эболи / Cristo si è fermato a Eboli
13. 1981 — Три брата / Tre fratelli
14. 1984 — Кармен / Carmen
15. 1987 — Хроника объявленной смерти / Cronaca di una morte annunciata
16. 1989 — 12 режиссёров о 12-ти городах / 12 registi per 12 città
17. 1990 — Забыть Палермо / Dimenticare Palermo
18. 1992 — Неаполитанский дневник / Diario napoletano
19. 1997 — Перемирие / La Tregua

## Призы и премии
- 1958, Венецианский кинофестиваль — Специальный приз жюри («Вызов»)
- 1959, 1963, 1981 — Серебряная лента («Вызов», «Сальваторе Джулиано», «Три брата»)
- 1960, Международный кинофестиваль в Сан-Себастьяне — Серебряная раковина, Особое упоминание («Вязальщицы»)
- 1962, Берлинский кинофестиваль — Серебряный медведь («Сальваторе Джулиано»)
- 1963, Венецианский кинофестиваль — Золотой лев («Руки над городом»)
- 1965, Давид ди Донателло — Лучший режиссёр («Момент истины»)
- 1972, Каннский кинофестиваль — Золотая пальмовая ветвь («Дело Маттеи»)
- 1976, Давид ди Донателло — Лучший режиссёр («Сиятельные трупы»)
- 1979, Давид ди Донателло — Лучший режиссёр («Христос остановился в Эболи»)
- 1979, ММКФ — Золотой приз («Христос остановился в Эболи»)
- 1981, Давид ди Донателло — Лучший режиссёр, лучший сценарий (совместно с Тонино Гуэрра) («Три брата»)
- 1983, Британская академия — Лучший фильм на иностранном языке («Христос остановился в Эболи»)
- 1985, Давид ди Донателло — Лучший режиссёр («Кармен»)
- 1989, Венецианский кинофестиваль — Приз имени Пьетро Бьянчи
- 1997, Давид ди Донателло — Лучший режиссёр («Перемирие»)
- 2008, Берлинский кинофестиваль — Почётный Золотой медведь
- 2010, Международный кинофестиваль в Локарно — Почётный леопард за особый вклад в кинематограф
- 2012, Венецианский кинофестиваль — Золотой лев за вклад в мировой кинематограф

## Награды
- 2 июня 1995 — Кавалер Большого креста Ордена «За заслуги перед Итальянской Республикой»
- 27 апреля 1987 — Великий офицер Ордена «За заслуги перед Итальянской Республикой»
- 4 марта 2009 — Кавалер Ордена Почётного легиона